# 1190 Pelagia
Az 1190 Pelagia (ideiglenes jelöléssel 1930 SL) a Naprendszer kisbolygóövében található aszteroida. Grigorij Neujmin fedezte fel 1930. szeptember 20-án.